# Dalianraptor
El Dalianraptor (que significa "ladrón daliniano") es un género de ave prehistórica que vivió en China hace unos 120 millones de años, durante los primeros años del período cretáceo. 
Es muy similar a la Jeholornis avial contemporánea, aunque tiene un dígito I más largo (equivalente al pulgar) y las extremidades anteriores más cortas, lo que sugiere que puede haber sido incapaz de volar. Alcanzando cerca de 80 centímetros (31 pulgadas) de largo, fue encontrado en las rocas de la Formación Jiufotang en la provincia de Liaoning.
Más recientemente, se ha sospechado que el espécimen fuera una quimera forjada para el comercio de fósiles, es decir, un Jeholornis con los brazos intercambiados por los de un terópodo no volador.